# Вівсянка гузька
Вівсянка гу́зька (Rowettia goughensis) — вид горобцеподібних птахів родини саякових (Thraupidae). Ендемік острова Гоф в Атлантичному океані. Це єдиний представник монотипового роду Гузька вівсянка (Rowettia). Традиційно його відносили до родини вівсянкових (Emberizidae), однак за результатами низки молекулярно-філогенетичних досліджень гузьку вівсянку, разом з низкою інших видів, було переведено до родини саякових (Thraupidae), підродини квіткоколних (Diglossinae). Гузка вівсянка є сестринським видом по відношенню до роду Магеланник (Melanodera).

## Опис

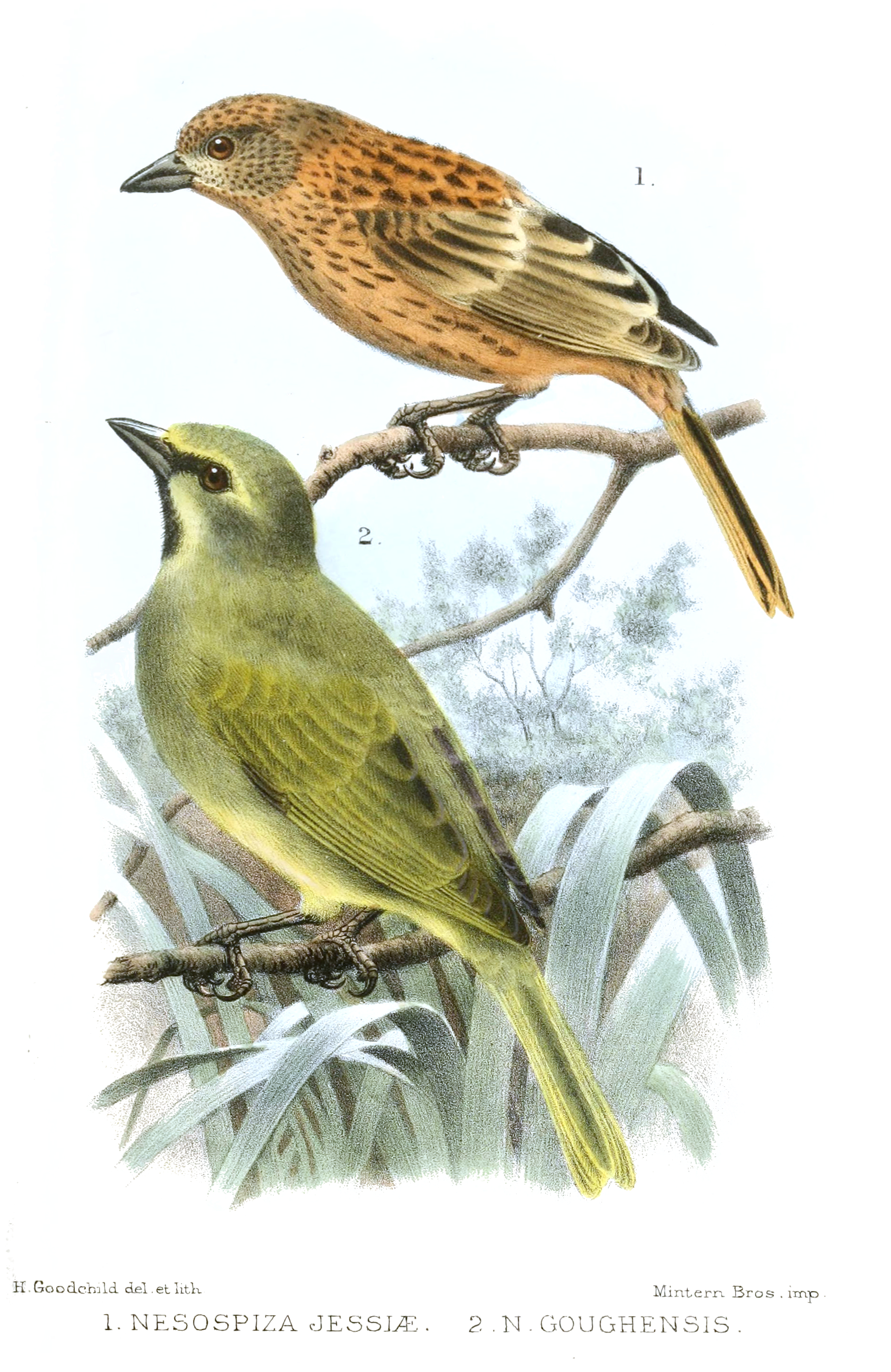
Молода гузька вівсянка (зверху) і дорослий самець (знизу), Молодий птах початково був описаний як окремий вид Nesospiza jessiae

Довжина птаха становить 18-26 см, вага 50–56 г. У самців верхня частина тіла блідо-оливково-зелена. Лоб жовтуватий, над очима жовтуваті "брови". Нижня частина тіла світліша, оливкова, на горлі чорна пляма, від дзьоба до очей ідуть широкі чорні смуги. Дзьоб товстий, зогострений, чорний. Самиці і молоді птахи мають охристо-коричневе забарвлення, тіло у них поцятковане чіткими темно-коричневими смугами. Самці набувають дорослого забарвлення поступово, протягом 3 років. Голос — цвірінькання "кііт-кііт", а також високий, пронизливий свист.

## Поширення і екологія
Гузькі вівсянки є ендеміками острова Гоф в Атлантичному океані. Вони живуть на субантарктичних луках, серед купин, на пустищах та в чагарникових заростях, а також на болотах, на висоті до 800 м над рівнем моря. Живляться переважно безхребетними, які становлять 80% раціону птаха, а також ягодами, насінням, іноді розбитими яйцями. Гніздяться з вересня по грудень, на крутих схилах або серед скель. В кладці 2 яйця.

## Збереження
МСОП класифікує цей вид як такий, що перебуває на межі зникнення. За оцінками дослідників, популяція гузьких вівсянок становить приблизно 1000 птахів. Їм загрожує хижацтво з боку інтродукованих хатніх мишей (Mus musculus). Поява на острові інвазивних щурів також може становити загрозу.